# 2889 Brno
2889 Brno eller 1981 WT1 är en asteroid i huvudbältet som upptäcktes den 17 november 1981 av den tjeckiske astronomen Antonín Mrkos vid Kleť-observatoriet i Tjeckien. Den är uppkallad efter den då tjeckoslovakiska staden Brno.
Asteroiden har en diameter på ungefär 17 kilometer och den tillhör asteroidgruppen Eos.